# Elmisia
Elmisia is een geslacht van rechtvleugeligen uit de familie veldsprinkhanen (Acrididae). De wetenschappelijke naam van dit geslacht is voor het eerst geldig gepubliceerd in 1949 door Dirsh.

## Soorten
Het geslacht Elmisia  is monotypisch en omvat slechts de volgende soort:
- Elmisia camelina (Dirsh, 1949)